# Pogrzybów
Pogrzybów is een dorp in de Poolse woiwodschap Groot-Polen. De plaats maakt deel uit van de gemeente Raszków.